# Mazda Tribute
La Mazda Tribute és un vehicle tot camí compacte fabricat per Mazda des del 2001, fruit d'una col·laboració amb Ford i basat amb la plataforma emprada pel Mazda 626, la qual és molt similar a la CD2 que usa la Ford Escape i Mercury Mariner.
Ambdós models van debutar el 2001 i oferien tracció davantera o integral, motors 2.0L Zetec i 3.0L V6 Duratec 30. La principal diferència entre la Tribute i l'Escape es troba en la suspensió, ja que Mazda (associada a una marca de vehicles esportius) usa una configuració de suspensió més dura que la del model de Ford.
La Mazda Tribute es fabrica a les fàbriques de Hofu, Japó i de Claycomo, Missouri, EUA.